# Chyromya oppidana
Chyromya oppidana is een vliegensoort uit de familie van de Chyromyidae. De wetenschappelijke naam van de soort is voor het eerst geldig gepubliceerd in 1763 door Scopoli.